# Eterno agosto
Eterno agosto è il primo album in studio del cantautore spagnolo Álvaro Soler, pubblicato il 23 giugno 2015 dalla Airforce1 Records e dalla Universal Music Group.

## Descrizione
Composto da 13 brani, Eterno agosto è un disco autobiografico e tratta delle esperienze personali di Soler avute durante la sua vita. Secondo quanto dichiarato dal cantautore, la maggior parte dei brani trattano delle relazioni d'amore e delle rotture sentimentali, ma non mancano brani incentrati sul divertirsi con gli amici (Tengo un sientimento) o altri più profondi come El camino.

## Promozione
L'uscita dell'album è stata anticipata a fine aprile dal singolo El mismo sol, che ha riscontrato successo in Italia e in Svizzera. A fine agosto 2015 è stata pubblicata una versione spanglish del brano incisa in duetto con la cantante Jennifer Lopez, mentre nello stesso periodo è uscito anche il secondo singolo Agosto.
L'8 aprile 2016 Soler ha pubblicato il singolo inedito Sofia, volto ad anticipare la riedizione di Eterno agosto uscita a luglio. Rispetto all'edizione originaria, la riedizione contiene anche i due inediti Animal e Libre, estratti come singoli tra il 2016 e il 2017.

## Tracce
1. El mismo sol – 2:59
2. Tengo un sentimiento – 3:04
3. Agosto – 2:58
4. Mi corazón – 3:10
5. Volar – 3:01
6. Esta noche – 2:48
7. Esperándote – 3:16
8. Lucía – 3:28
9. La vida seguirá – 2:46
10. Si no te tengo a ti – 2:55
11. Que pasa – 3:10
12. Cuando volveras – 3:18
13. El camino – 3:07

Tracce bonus nella riedizione del 2015
1. El mismo sol (feat. Jennifer Lopez) – 3:08
2. El mismo sol (Under the Same Sun) (feat. Jennifer Lopez) – 3:07

### Edizione del 2016
Edizione internazionale
1. Sofia – 3:30
2. Animal – 3:54
3. Libre (feat. Paty Cantú) – 3:50
4. El mismo sol – 2:59
5. Tengo un sentimiento – 3:04
6. Agosto – 2:58
7. Mi corazón – 3:10
8. Volar – 3:01
9. Esta noche – 2:48
10. Esperándote – 3:16
11. Lucía – 3:28
12. La vida seguirá – 2:46
13. Si no te tengo a ti – 2:55
14. Que pasa – 3:10
15. Cuando volveras – 3:18
16. El camino – 3:07
17. El mismo sol (feat. Jennifer Lopez) – 3:08
18. El mismo sol (Under the Same Sun) (feat. Jennifer Lopez) – 3:07

Edizione italiana
1. Sofia – 3:30
2. Animal – 3:54
3. Libre (feat. Emma) (Italian Version) – 3:51
4. El mismo sol – 2:59
5. Tengo un sentimiento – 3:04
6. Agosto – 2:58
7. Mi corazón – 3:10
8. Volar – 3:01
9. Esta noche – 2:48
10. Esperándote – 3:16
11. Lucía – 3:28
12. La vida seguirá – 2:46
13. Si no te tengo a ti – 2:55
14. Que pasa – 3:10
15. Cuando volveras – 3:18
16. Sonrio (la vita com'è) (Alvaro Soler & Max Gazzè) – 3:49
17. El camino – 3:07
18. Sofia (Acoustic Version) – 3:30
19. El mismo sol (Under the Same Sun) (feat. Jennifer Lopez) – 3:08
20. Sofia (OOVEE Remix) – 3:44

## Classifiche
| Classifica (2015/16) | Posizione massima |
| -------------------- | ----------------- |
| Austria              | 6                 |
| Belgio (Fiandre)     | 38                |
| Finlandia            | 45                |
| Francia              | 79                |
| Germania             | 5                 |
| Italia               | 1                 |
| Paesi Bassi          | 36                |
| Polonia              | 1                 |
| Spagna               | 25                |
| Svizzera             | 1                 |